# U.S. Route 70 (Arizona)
La U.S. Route 70 o Ruta Federal 70 (abreviada US 70) es una autopista federal ubicada en el estado de Arizona. La autopista inicia en el oeste desde la  US 60     en Globe hacia el este en la frontera con Nuevo México. La autopista tiene una longitud de 3,8 km (2.385 mi).

## Mantenimiento
Al igual que las carreteras estatales, las carreteras interestatales, y el resto de rutas federales, la U.S. Route 70 es administrada y mantenida por el Departamento de Transporte de Arizona por sus siglas en inglés ADOT.

## Cruces
La U.S. Route 70 es atravesada principalmente por la  US 191 .